# Silnice I/53
Silnice I/53 je silnice I. třídy spojující města Znojmo a Pohořelice. Celková délka silnice je 38,137 km. S výjimkou Znojma a Dobšic je vedena mimo zástavbu.
Do konce roku 1997 se jednalo o část silnice I/54, později přetrasované.

## Vedení silnice
- Znojmo, křížení s II/413 a napojení na I/38
- Dobšice, křížení s II/412
- křížení s II/408
- křížení s III/41317 a III/40834
- Práče, křížení s III/41313
- Lechovice, křížení s II/414 a III/41314
- křížení s III/3974
- křížení s III/41311
- křížení s II/397
- Kašenec, křížení s III/0541
- křížení s III/451 a II/400
- Suchohrdly, křížení s III/4138, III/4136 a III/0542
- křížení s II/415
- Branišovice, křížení s III/39610 a II/396
- křížení s II/416
- Pohořelice, křížení s D52, I/52 a mimoúrovňově s II/395

## Modernizace silnice
| Číslo | Název                  | Délka   | Kategorie        | Zahájení výstavby | Uvedení do provozu | Křižovatky                                                       |
| ----- | ---------------------- | ------- | ---------------- | ----------------- | ------------------ | ---------------------------------------------------------------- |
| B77   | Dobšice, průtah        | 2,1 km  | 7,5/50 a 7,0/50  | 07/2017           | 12/2018            |                                                                  |
| B73   | Znojmo – Lechovice     | 7,2 km  | 11,5/80 13,75/80 | 03/2022           | 06/2023            |                                                                  |
| B61   | Lechovice, obchvat     | 4,4 km  | 11,5/80          | 03/2017           | 06/2019            |                                                                  |
| B74   | Lechovice – Pohořelice | 20,6 km | 11,5/90          | plánováno 2026    | plánováno 2029     | Oleksovice Mackovice Miroslav Suchohrdly u Miroslavi Trnové Pole |

## Prodloužení na dálnici D2
Do budoucna je zvažováno prodloužení silnice východním směrem na dálnici D2. V roce 2014 si Jihomoravský kraj nechal vypracovat urbanistickou studii, která propojení v úseku Pohořelice – Velké Němčice doporučuje.

## Související silnice III. třídy
- III/0541 Kašenec (cca 1 km)
- III/0542 Suchohrdly u Miroslavi, odbočka k železniční stanici Miroslav